# Spire (gratte-ciel)
Pour les articles homonymes, voir Spire.
Le Spire est un gratte-ciel de 138 mètres de hauteur construit à Atlanta de 2004 à 2005. Sans la flèche, la hauteur du toit de l'immeuble est de 104 mètres.
L'immeuble abrite 392 logements sur 28 étages.
L'architecte est l'agence d'architecture Preston Partnership, LLC
Les promoteurs (developer) sont les sociétés Novare Group et Wood Parters.
L'immeuble a coûté 75 millions de $.